# Chrysophyllum giganteum
Chrysophyllum giganteum – gatunek drzew należących do rodziny sączyńcowatych. Występuje na obszarze przybrzeżnym Zatoki Gwinejskiej.